# Роджър Пенроуз
Роджър Пенроуз (на английски: Roger Penrose) е английски математик и теоретичен физик. Удостоен с Нобелова награда за физика през 2020 г. за откритието, че формирането на черна дупка е надеждно предсказание за Общата теория на относителността.

## Биография
Роден е на 8 август 1931 в Колчестър, Есекс, Англия.
Работил е както в английски, така и в американски университети. От 1973 г. е професор в Оксфорд.
В сферата на математическата физика работи върху различни приложения на Общата теория на относителността. Неговата туисторна теория на пространството и времето продължава да е актуална алтернатива в съвременната физика. Теоремата на Пенроуз-Хокинг за сингулярностите разкрива основни характеристики на черните дупки. Космологическите възгледи на Пенроуз намират завършен израз в схващането за циклично преобразуване на Вселената. Забележителен принос в математиката е Мозайката на Пенроуз, която изиграва решаваща роля за разбирането на откритите по-късно квазикристали.
От края на 50-те години на ХХ век той популяризира една оптическа илюзия, която става известна като Триъгълник на Пенроуз. Интересът му към теорията на познанието и неговите условия по-късно го водят към обсъждането на проблемите за изкуствен интелект. През 2005 г. издава подробно изложение на своите идеи, при което се разграничава и критикува теорията на струните.